# Пярнумаа
Пя́рнумаа (ест. Pärnumaa або Pärnu maakond) — найбільший за площею повіт в Естонії, розташований у південно-західній частині країни на узбережжі Ризької затоки. Межує з повітами Ляенемаа й Рапламаа на півночі, Ярвамаа й Вільяндімаа на сході. На півдні проходить кордон з Латвією. Адміністративний центр — місто Пярну.
Майже половина території вкрита лісами. Протікає річка Пярну. До складу повіту входять острови Кігну й Манілайд. На теренах повіту розташована частина території національного парку Соомаа, а також декілька природних та ландшафтних заповідників. На території повіту виявлена найдавніша в Естонії стоянка стародавньої людини (кам'яна доба).
Повіт є популярним місцем відпочинку іноземних туристів.

## Адміністративно-територіальний поділ

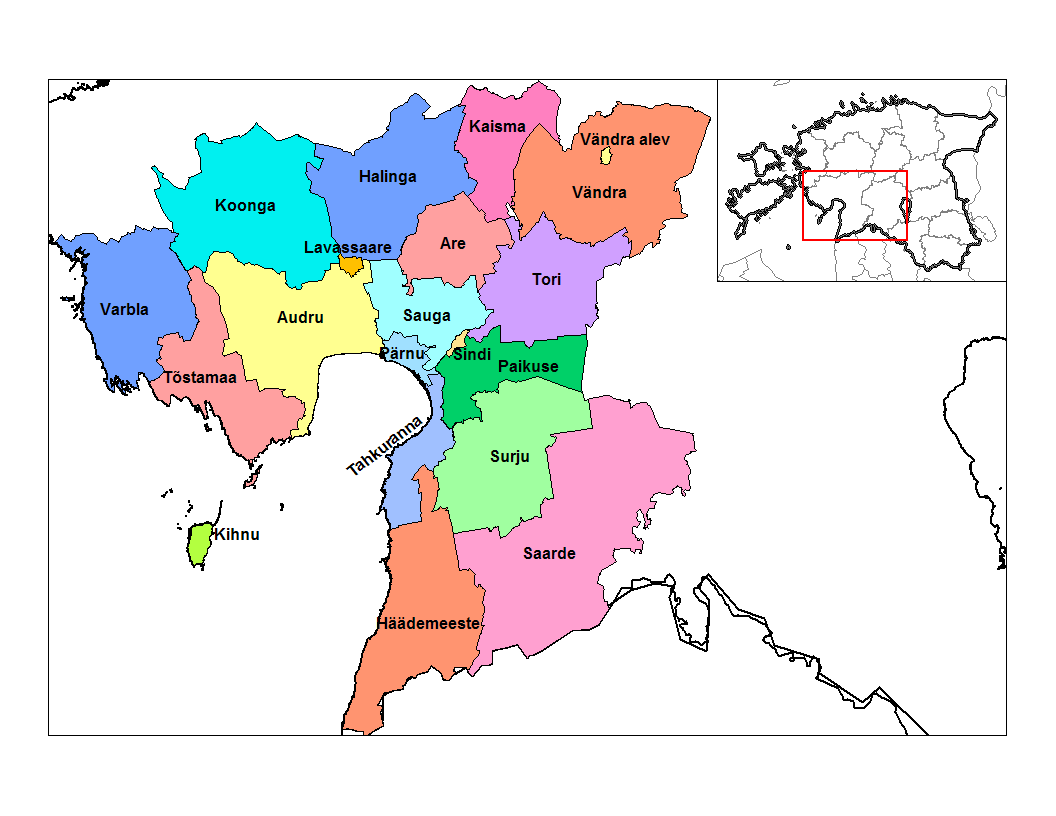
Муніципалітети повіту Пярнумаа

До складу повіту з 2017 року входить 1 міський муніципалітет (Пярну) та 6 волостей: Гяедемеесте, Кігну, Ляенеранна, Пиг'я-Пярнумаа, Саарде, Торі.

До складу повіту до 2017 року входило 19 муніципалітетів: 2 міські та 17 волостей:
|                        | Назва       | Назва           | Площа,      | Населення |
| укр.                   | ест.        | км2             | (1.01.2015) |           |
| ---------------------- | ----------- | --------------- | ----------- | --------- |
| Міські муніципалітети: |             |                 |             |           |
|                        | Пярну       | Pärnu linn      | 32,22       | 39784     |
|                        | Сінді       | Sindi linn      | 5,01        | 4003      |
| Волості:               |             |                 |             |           |
|                        | Аре         | Are vald        | 161,0       | 1216      |
|                        | Аудру       | Audru vald      | 389,0       | 5658      |
|                        | Варбла      | Varbla vald     | 314,0       | 786       |
|                        | Вяндра      | Vändra vald     | 642,0       | 2520      |
|                        | Вяндра      | Vändra alevvald | 3,2         | 2217      |
|                        | Галінґа     | Halinga vald    | 365,0       | 2863      |
|                        | Гяедемеесте | Hädemeeste vald | 390,2       | 2388      |
|                        | Кігну       | Kihnu vald      | 16,8        | 502       |
|                        | Коонґа      | Koonga vald     | 438,0       | 1008      |
|                        | Пайкузе     | Paikuse vald    | 177,0       | 3634      |
|                        | Саарде      | Saarde vald     | 706,9       | 3733      |
|                        | Сауґа       | Sauga vald      | 164,8       | 4459      |
|                        | Сур'ю       | Surju vald      | 357,9       | 934       |
|                        | Тагкуранна  | Tahkuranna vald | 103,4       | 2392      |
|                        | Тистамаа    | Tõstamaa vald   | 261,0       | 1237      |
|                        | Тоотсі      | Tootsi alevvald | 1,76        | 736       |
|                        | Торі        | Tori vald       | 282,1       | 2279      |

## Найбільші населені пункти
| Назва  | Назва       | Населення   |
| укр.   | ест.        | (1.01.2015) |
| ------ | ----------- | ----------- |
| Пярну  | Pärnu linn  | 39784       |
| Сінді  | Sindi linn  | 4003        |
| Вяндра | Vändra alev | 2217        |